# Velika litovska kneževina
Velika litovska kneževina (starobelorusko Велїкое кнꙗзство Лїтовское, poljsko Wielkie Księstwo Litewskie) je bila od 13. stoletja do leta 1795 država na območju današnje Litve, Belorusije ter deloma Ukrajine, Poljske (Podlaško vojvodstvo) in Rusije (Smolenska oblast). Velika kneževina se je imenovala litovska, ker so bili njeni vladarji litovskega rodu, čeprav so veliko večino prebivalcev države sestavljali Slovani, uradni jezik pa je dolgo bila beloruščina (v njej so nastali najpomembnejši in najobsežnejši dokumenti Velike kneževine), ki jo je potem v tej vlogi zamenjala poljščina.
V 14. stoletju je Velika litovska kneževina bila zadnja poganska država v Evropi.
Leta 1386 je veliki knez Vladislav II. Poljski, Jagielo (drugi različici imena sta Jagiełło in Jahajła) sprejel krščansko vero, krstno ime Vladislovas / Władysław in postal tudi kralj sosednje Poljske. Že leto prej sta obe državi podpisali pogodbo o personalni uniji.
Leta 1569 sta se Velika litovska kneževina in Kraljevina Poljska zedinili v Republiko obeh Narodov, v okviru katere je Velika kneževina vse do konca obstoja skupne države (1795) ohranila enakopravni položaj.
Leta 1795 so Avstrija, Rusija in Prusija že tretjič v dvaindvajsetih letih (prvič 1772) istočasno napadle Republiko obeh Narodov, jo dokončno premagale ter tokrat dokončno  razdelile medse njeno ozemlje. Takrat je skoraj celotno Veliko Litovsko kneževino anektriala Rusija, Prusiji je pripadel samo majhen kos zahodne Litve.

## Etimologija
Ime Litve (Litua) je bilo prvič omenjeno leta 1009 v Quedlinburški kroniki. Nekatere starejše etimološke teorije povezujejo ime z majhno reko nedaleč od mesta Kernavė, osrednjega območja zgodnje litovske države in možne prve prestolnice bodoče Velike litovske kneževine. Prvotno ime te reke je Lietava. Reka teče v nižavju in se zlahka razlije čez bregove, zato bi lahko tradicionalno litovsko obliko liet- neposredno prevedli kot lietis (razlivati se). Ker je reka zelo majhna, nekateri menijo, da je malo verjetno, da bi tako majhen in lokalen objekt lahko dal ime celotnemu narodu. Po drugi strani kaj takega ni brez primere v svetovni zgodovini. Najbolj verodostojna sodobna teorija etimologije imena Litva (litovsko Lietuva) je hipoteza Artūrasa Dubonisa,  da se Lietuva navezuje na leičiai (množina leitisa), družbeno skupino bojevnikov-vitezov v zgodnji Veliki litovski kneževini. Naziv Velika  litovska kneževina se je za Litvo dosledno uporabljal  od 14. stoletja dalje.
V drugih jezikih se velika kneževina omenja kot: 
- litovsko: Lietuvos Didžioji Kunigaikštystė
- staro knjižno litovsko: Didi Kunigystė Lietuvos (didi Kunigiſte Lietuwos)
- belorusko: Вялікае Княства Літоўскае
- rusko: Великое княжество Литовское
- ukrajinsko: Велике князiвство Литовське
- poljsko: Wielkie Księstwo Litewskie
- latinsko Magnus Ducatus Lituaniæ
- nemško: Großfürstentum Litauen
- rusinsko: Великое кнѧзство Литовское
- latvijsko: Lieitija or Lietuvas Lielkņaziste
- češko: Litevské velkoknížectví
- slovaško: Litovské veľkokniežatstvo[12]
- madžarsko: Litván Nagyfejedelemség
- estonsko: Leedu Suurvürstiriik
- švedsko: Storfurstendömet Litauen
- romunsko: Marele Ducat al Lituaniei

Ime države in naziv vladarja (hospodar) sta se s širitvijo ozemlja spreminjala. Po propadu Gališko-volinske kneževine in vključitvi njenih dežel v Veliko litovsko kneževino, se je Gediminas začel naslavljati kot "kralj Litovcev in mnogih Rusinov",  medtem ko se je država preimenovala v Velika kneževina Litva in Rutenija. Ko je bila v državo vključena Semigalija, se je vladarjev naziv spremenil v  "kralj Litovcev in Rusinov, vladar in vojvoda Semigalije". Litovski statut iz leta 1529 Sigismunda I. imenuje "poljski kralj, veliki vojvoda Litve, Rutenije, Prusije, Samogitije, Mazovije in drugih [dežel]".
Država se je imenovala tudi Republika Litva (latinsko Respublica Lituana) vsaj od sredine 16. stoletja, torej že pred Lublinsko unijo leta 1569.

## Zgodovina

### Ustanovitev države
Prvo pisno omembo Litve najdemo v Quedlinburški kroniki iz leta 1009. V 12. stoletju slovanske kronike omenjajo Litvo kot eno od območij, ki so jih napadali Rusi. Poganski Litovci so sprva plačevali davek Polocku, vendar so se kmalu okrepili in sami organizirali manjše napade na rusko ozemlje. Nekje med letoma 1180 in 1183 so se razmere začele spreminjati in Litovci so začeli stalno napadati slovanske dežele, vpadli so v kneževini Polock in Pskov ter celo ogrožali Novgorod. Z vojaškimi napadi se je začela konsolidacija  litovskih dežel v Aukštaitiji. Litovci so bili edino baltsko ljudstvo, ki mu je v predmodernem času uspelo ustvariti svojo državo.
Po ustanovitvi križarskih vojaških redov, Livonskega reda v Rigi leta 1202 in Tevtonskih vitezov v Prusiji leta 1226, se je začela litovska križarska vojna. Krščanska redova sta  predstavljala veliko grožnjo poganskim baltskim plemenom in dodatno spodbudila nastanek litovske države. Mirovni sporazum z Galicijo-Volinijo iz leta 1219 je dokaz sodelovanja med Litovci in Samogiti. Ta sporazum navaja 21 litovskih knezov, vključno s petimi višjimi litovskimi knezi iz Aukštaitije (Živinbudas, Daujotas, Vilikaila, Dausprungas in Mindaugas) in več knezov iz Žemaitije. Čeprav so se Litovci in Žemaiti v preteklosti spopadali, so se zdaj soočali s skupnim sovražnikom. Zdi se, da je imel največ avtoritete  Živinbudas, in da je bilo vsaj nekaj knezov iz istih družin. Formalno priznanje skupnih interesov in vzpostavitev hierarhije med podpisniki sporazuma sta napovedovala nastanek skupne  države.

### Kraljevina Litva
Mindaugas, knez iz južne Litve, je bil med petimi višjimi knezi, omenjenimi v sporazumu z Galicijo-Volinijo. Livonska rimana kronika poroča, da je do sredine 1230. let  Mindaugas pridobil vrhovno oblast v celotni Litvi. Leta 1236 so Samogiti  pod vodstvom Vikintasa  premagali Livonski red v bitki pri Sauleju. Red je bil prisiljen postati podružnica pruskega  Tevtonskega viteškega reda, zaradi česar je Samogitija, pas ozemlja, ki je ločeval Livonijo od Prusije, postala glavna tarča obeh redov. Bitka je pomenila premor v vojnah z vitezi, Litva pa je to izkoristila in organizirala napade na rusinske province ter priključila Novogradok in Grodno.
Leta 1248 je izbruhnila državljanska vojna med Mindaugasom in njegovima nečakoma Tautvilasom in Edividom. V močno koalicijo proti Mindaugasu so bili vključeni Vikintas, Livonski red, Danijel Gališki in Vasilko Volinski. Mindaugas je izkoristil notranje konflikte in se povezal z Livonskim redom. Obljubil je, da se bo spreobrnil v krščanstvo in za nekaj dežel v zahodni Litvi dobil v zameno vojaško pomoč proti svojima nečakoma in kraljevo krono. Leta 1251 se je Mindaugas krstil. Papež Inocenc IV. je ob tem izdal papeško bulo, s katero je razglasil ustanovitev Litovskega kraljestva. Po koncu državljanske vojne je bil Mindaugas 6. julija 1253 okronan za kralja Litve, s čimer se je začelo desetletje relativnega miru. Mindaugas se je pozneje odpovedal krščanstvu in vrnil  v poganstvo. Svoj vpliv je poskušal razširiti na Polock, glavno trgovsko središče v porečju Zahodne Dvine, in Pinsk. Tevtonski vitezi so to obdobje izkoristili za krepitev svojega položaja v delih Samogitije in Livonije, vendar so izgubili bitko pri Skuodasu leta 1259 in bitko pri Durbeju leta 1260, kar je spodbudilo premagane Semigalce in Stare Pruse, da so se uprli vitezom.
Na spodbudo Treniote je Mindaugas prekinil mir s Tevtonskim  redom. Takrat se je verjetno tudi vrnil k poganskim verovanjem. Upal je da bo vsa baltska plemena združiti pod litovskim vodstvom. Ker vojaški pohodi niso bili uspešni, so se odnosi med Mindaugasom in Trenioto poslabšali. Treniota je skupaj z Daumontom Pskovskim leta 1263 umoril Mindaugasa in njegova dva sinova Ruklisa in Rupeikisa. Država je zapadla v več let trajajoče notranje boje.

### Vzpon Gediminovičev
Od leta 1263 do 1269 je Litva imela tri velike kneze – Trenioto, Vaišvilkasa in Švarnasa, vendar država ni razpadla. Leta 1269 je na oblast prišel Traidenis, okrepil litovsko oblast v Črni Ruteniji in se bojeval z Livonskim redom ter zmagal v bitki pri Karuseju leta 1270 in v bitki pri Aizkrauklu leta 1279. Identiteta litovskih velikih  knezov  med njegovo smrtjo leta 1282 in prevzemom oblasti s strani Vitenisa leta 1295 je precej negotova. V tem času sta Livonski in Tevtonski red končala svoja osvajanja. Leta 1274 se je veliki pruski upor končal in Tevtonski vitezi so nadaljevali z osvajanjem drugih baltskih plemen: Nadruvov in Skalvov v leti 1274–1277 ter Jatvingov leta 1283. Livonski red je leta 1291 dokončal osvajanje Semigalije, zadnje baltske zaveznice Litve. Viteška redova sta zdaj lahko svojo vso pozornost usmerila na Litvo. "Tamponsko območje", sestavljeno iz baltskih plemen, je izginilo in Velika litovska kneževina je bila prepuščena sama sebi v boju proti redovoma.
Dinastija Gediminovičev je vladala Veliki kneževini več kot stoletje. Prvi iz dinastije je bil Vitenis. Med njegovo vladavino je bila Litva v nenehni vojni s Tevtonskim redom, Kraljevino Poljsko in Rutenijo. Vitenis je bil vpleten v nasledstvene spore na Poljskem in podpiral Boleslava II. Mazovskega, ki je bil poročen z litovsko kneginjo Gaudemundo. V Ruteniji je Vitenisu uspelo ponovno zavzeti dežele, izgubljene po atentatu na Mindaugasa, in zavzeti Pinsko in Turovsko kneževino. V boju proti tevtoncem se je Vitenis povezal z prebivalci Rige. Zavarovanje položajev v Rigi je okrepilo trgovske poti in zagotovilo osnovo za nadaljnje vojaške pohode. Okoli leta 1307 je bil Polock, pomembno trgovsko središče, priključen z vojaško silo. Vitenis je  začel graditi obrambno mrežo gradov vzdolž Nemena..Omrežje se je postopoma razvilo v glavno obrambno črto proti Tevtonskemu redu.

### Širitev ozemlja
Širitev kneževine je dosegla vrh pod velikim knezom Gediminasom, ki so ga nekateri sodobni nemški viri naslavljali z Rex de Owsteiten (kralj Aukštaitije). Gediminas je ustanovil močno centralno vlado in cesarstvo, ki je kasneje segalo od Baltskega do Črnega morja. Leta 1320 je bila večina kneževin zahodne Rusije priključena k Litvi ali bila njen vazal. Leta 1321 je Gediminas zavzel Kijev in poslal v izgnanstvo Stanislava Kijevskega, zadnjega Rurikida, ki je vladal Kijevu. Domneva se, da je leta 1323 preselil litovsko prestolnico iz Trakaia nazaj v Vilno. Država je še naprej širila svoje ozemlje pod vladavino velikega vojvode Algirdasa in njegovega brata Kęstutisa, ki sta državi harmonično vladala skupaj. Med inavguracijami litovskih monarhov do leta 1569 je vilenski škof v Vilenski stolnici na monarhove glave namesto krone nadel Gediminasovo kapo.
Litva je bila v dobrem položaju, da osvoji zahodne in južne dele nekdanje Kijevske Rusije. Medtem ko so Mongoli oropali ali porazili skoraj vsako drugo državo okoli nje, so se horde na mejah sedanje Belorusije ustavile in osrednje ozemlje Velikega litovske kneževine je ostalo večinoma nedotaknjeno. Šibka oblast Mongolov nad osvojenimi ozemlji je omogočila, da se je širitev Litve pospešila. Ruske kneževine niso bile nikoli neposredno vključene v Zlato hordo in so z njo ohranile vazalne odnose s precejšnjo stopnjo neodvisnosti. Litva je z diplomacijo priključila nekatera od teh območij kot vazale, ki so vladavino Mongolov ali velikega moskovskega kneza zamenjali z oblastjo litovskega velikega kneza. Takšen je bil na primer Veliki Novgorod,  ki je bil pogosto v litovskem vplivnem območju in občasno odvisen o  Litovske kneževine. Litovska oblast je bila posledica notranjih trenj v mestu, ki se je poskušalo izogniti podložnosti Moskvi.  
Velika litovska kneževina je uspela zadržati mongolske vdore in sčasoma utrditi pridobitve. Leta 1333 in 1339 so Litovci premagali velike mongolske sile, ki so poskušale pridobiti Smolensk iz litovskega vplivnega področja. Okoli leta 1355 se je izoblikovala Kneževina Moldavija in Zlata horda ni naredila veliko za ponovno podreditev tega območja. Leta 1362 so polki vojske Velike kneževine premagali Zlato hordo v bitki pri Modrih vodah. Leta 1380 se je litovska vojska povezala z ruskimi silami in  premagala Zlato hordo v Kulikovski bitki. Oblast Mongolov se s tem  ni končala, njihov vpliv pa je oslabel. Leta 1387 je Moldavija postala vazal Poljske in v širšem smislu Litve. V tem času je Litva osvojila ozemlje Zlate horde vse do reke Dneper. V križarski vojni proti Zlati hordi leta 1398 je Litva v zavezništvu s kanom Modre horde Toktamišem vdrla na severni Krim in izbojevala odločilno zmago. V poskusu leta 1399, da bi Toktamiša postavila na prestol Zlate Horde,  je Litva napadla Zlato hordo, vendar je bila v bitki pri reki Vorskli poražena in izgubila stepsko regijo.

### Personalna unija s Poljsko
Litva je bila pokristjanjena leta 1387. Pokristjanjevanje sta vodila Jogaila, ki je prevedel krščanske molitve v litovski jezik, in njegov bratranec Vitautas Veliki, ki je ustanovil številne katoliške cerkve in dodelil zemljišča župnijam v Litvi. 
Država je dosegla višek pod Vitautasom Velikim, ki je vladal od leta 1392 do 1430. Vitautas je bil eden najbolj znanih vladarjev Velike  litovske kneževine, ki je vladal od leta 1401 do 1430, in bil knez Grodna (1370 –1382) in knez Lucka (1387–1389). Vitautas je bil sin Kęstutisa, strica Jogaile, ki je leta 1386 postal poljski kralj Vladislav II.
Leta 1410 je Vitautas poveljeval vojski Velikega litovske kneževine v bitki pri Grunvaldu. Bitka se je končala z odločilno poljsko-litovsko zmago proti Tevtonskemu redu. Vojna Litve proti vojaškim redovom, ki je trajala več kot 200 let in je bila ena najdaljših vojn v zgodovini Evrope, se je končno končala. Vitautas je podprl gospodarski razvoj države in uvedel številne reforme. Pod njegovo vladavino je Velika litovska  kneževina postopoma postala bolj centralizirana. Lokalne kneze z dinastičnimi vezmi s prestolom, so zamenjali Vitautasu zvesti guvernerji, večinoma bogati posestniki, ki so tvorili osnovo  plemstva Velike kneževine. Med  Vitautasovo vladavino sta začeli pridobivati vpliv družini Radziwiłł in Goštautas.
Hitro širjenje vpliva Moskovske velike kneževine jo je kmalu postavilo v primerljiv položaj z Veliko litovsko kneževino. Po priključitvi Novgoroda leta 1478 je Moskovija postala ena od vodilnih držav v severovzhodni Evropi. Med letoma 1492 in 1508 je Moskovijo dodatno utrdil Ivan III., ki zmagal v ključni bitki pri Vedroši in ponovno pridobil Černigov in Brjansk, starodavni deželi Kijevske Rusije.
8. septembra 1514 so se zavezniške vojski Velike kitovske kneževine in Kraljevine Poljske pod poveljstvom hetmana Konstantina Ostroškega borile v bitki pri Orši proti vojski Moskovske velike kneževine pod vodstvom konjušnika Ivana Čeljadnina in kneza Mihaila Mihajloviča Golicina. Bitka je bila del dolgega niza moskovsko-litovskih vojn, ki so jih vodili ruski vladarji, da bi pod svojo oblastjo zbrati vse nekdanje dežele Kijevske Rusije. Po Rerum Moscoviticarum Commentarii Žige Herbersteina, primarnega vira podatkov o bitki, je veliko manjša poljsko-litovska vojska (manj kot 30.000 mož) premagala 80.000 moskovskih vojakov ter zajela njihov tabor in poveljnika. Moskovčani so izgubili okoli 30.000 mož, medtem ko so izgube poljsko-litovske vojske znašale le 500 mož. Bitka se omenja kot ena največjih litovskih zmag, vendar  je Moskovija v vojni na koncu zmagala. Po mirovnem sporazumu  iz leta 1522 je Velika litovska kneževina Litva izgubila veliko ozemlja.

### Poljsko-litovska Republika obeh narodov
Vojne s Tevtonskim redom, izguba ozemlja v korist Moskve in nadaljnji pritisk so ogrozili obstanek litovske države, zato je bila prisiljena tesneje povezati se s Poljsko in se leta 1569 združiti s svojo zahodno sosedo v poljsko-litovsko Republiko obeh narodov (Lublinska unija). V obdobju Republike je bilo veliko ozemelj, ki so pripadala Veliki litovski kneževini, prenesenih na Krono kraljevine Poljske. Postopen proces polonizacije se je  počasi umiril, sama Litva pa je pod poljsko nadvlado nazadovala.
Leta 1655 se je Litva enostransko odcepila od Poljske in prešla pod zaščito švedskega cesarstva. Leta 1657 je ponovno postala del Republike obeh narodov, vendar kot ločena država. V federaciji je bdržal številne pravice, vključno z lastnim ozemljem, imenom, grbom, ministrstvi, upravnim sistemom, zakoni, vojsko, sodišči, zakladnico in pečatom. Takšna je ostala do sprejetja ustave in vzajemnega jamstva obeh narodov 3. maja 1791.

### Delitev in napoleonsko obdobje
Po delitvi poljsko-litovske skupne države je večino dežel nekdanjega Velike litovske kneževine  priključilo Rusko carstvo, ostalo pa Prusija. Leta 1812, tik pred francosko invazijo na Rusijo, se je nekdanja Velika kneževina uprla Rusom. Napoleon je kmalu po prihodu v Vilno razglasil ustanovitev komisarske začasne vlade Velike litovske kneževine, ki je posledično obnovila poljsko-litovsko zvezo.Zveza pa ni bila nikoli formalizirana, saj je bila le pol leta kasneje Napoleonova Grande armée izrinjena iz Rusije in prisiljena umakniti se naprej proti zahodu. Decembra 1812 so ruske sile ponovno zavzele Vilno, s čimer so se končali vsi načrti za ponovno vzpostavitev Velike kneževine. Večino ozemelj nekdanje Velike kneževine je ponovno priključila Rusija. Avgustovsko vojvodstvo (pozneje Avgustovska gubernija), vključno z okrajema Marijampolė in Kalvarija, je bilo priključeno Kraljevini Poljski, okrnjeni državi v personalni uniji z Rusijo.

## Upravna razdelitev
Velika litovska kneževina je bila od leta 1413 do 1564 razdeljena na naslednje upravne enote:
| Vojvodstvo (palatinat) | Ustanovitev |
| ---------------------- | ----------- |
| Vilna                  | 1413        |
| Trakai                 | 1413        |
| Samogitija             | 1413        |
| Kijev                  | 1471        |
| Polock                 | 1504        |
| Naugardukas            | 1507        |
| Smolensk               | 1508        |
| Vitebsk                | 1511        |
| Podlesje               | 1514        |
| Brest Litovsk          | 1566        |
| Minsk                  | 1566        |
| Mstislavl              | 1569        |
| Volin                  | 1564–1566   |
| Bratslav               | 1564        |
| Kneževina Livonija     | 1561        |

## Vera in kultura

### Krščanstvo in poganstvo
Po krstu leta 1252 in kronanju kralja Mindaugasa leta 1253 je bila Litva priznana kot krščanska država do leta 1260, ko je Mindaugas podprl upor v Kurlandiji in se (po nemškem ukazu) odpovedal krščanstvu. Do leta 1387 so litovski plemiči izpovedovali svojo domačo mnogoboško vero. Etnični Litovci so bili zelo predani svoji veri. Poganska verovanja so morala biti zelo globoko zasidrana, da so preživela močan pritisk misijonarjev in tujih sil. Relikvije stare vere so obstajale do 17. stoletja. O njih so poročali  protireformacijski jezuitski duhovniki. Omenjali so na primer hranjenje žaltijev z mlekom in prinašanje hrane na grobove prednikov.  
Ozemlji sedanje Belorusije in Ukrajine ter njihovi lokalni knezi (vojvode) so bili trdni pravoslavni kristjani, po Brestovski uniji grškokatoliški. Čeprav so bila poganska prepričanja v Litvi dovolj močna, da so stoletja preživela pritisk vojaških redov in misijonarjev, so sčasoma podlegla. Ločeno vzhodnopravoslavno metropolitansko eparhijo je nekje med letoma 1315 in 1317 ustanovil carigrajski patriarh Janez XIII. Po gališko-volinskih vojnah, ki so Gališko-volinsko kraljestvo razdelile med Veliko litovsko kneževino in Kraljevino Poljsko,  je bila leta 1355 Hališka metropolija ukinjena, njene eparhije pa prenesene na metropolije Litve in Volinije.
Leta 1387 se je Litva spreobrnila v katoliško vero, medtem ko je večina rusinskih dežel ostala pravoslavna. Veliki knez Jogaila je 22. februarja 1387 katoličanom prepovedal poroke s pravoslavnimi in od tistih pravoslavnih, ki so se prej poročili s katoliki, zahteval, da prestopijo v katolištvo. Papež Aleksander VI. je velikega kneza domnevno ozmerjal, ker je imel za svetovalce nekatolike. Pravice pravoslavnih in katoličanov v Litvi je šele leta 1563 izenačil veliki knez Sigismund II. Avgust z Vilenskim  privilegijem. Po  Brestovski uniji leta 1596 so nekateri pravoslavni kristjani priznali papeško avtoriteto in katoliški katekizem, vendar so ohranili svojo liturgijo. Država je postala eno glavnih središč reformacije.
V drugi polovici 16. stoletja se je v Litvi razširil kalvinizem, ki so ga podpirale družine Radziwiłł, Chodkiewicz, Sapieha, Dorohostajski in drugi. Do leta 1580 je bila večina senatorjev iz Litve kalvinističnih ali socinijanskih unitaristov (Jan Kiszka).
Leta 1579 je Štefan Báthory, poljski kralj in veliki knez Litve, ustanovil Univerzo v Vilni, eno najstarejših univerz v Severni Evropi. Zaradi delovanja jezuitov v času protireformacije se je univerza kmalu razvila v eno najpomembnejših znanstvenih in kulturnih središč v regiji in najvidnejše znanstveno središče Velike litovske kneževine. Delo jezuitov in spreobrnitve litovskih senatorskih družin so obrnile tok dogajanj in do leta 1670 je kalvinizem izgubil svoj prejšnji pomen, čeprav je še vedno ohranil nekaj vpliva med etnično litovskimi kmeti in delom srednjega plemstva.

### Islam
Islam v Litvi ima za razliko od mnogih drugih severno- in zahodnoevropskih držav dolgo zgodovino, ki se začne v 14. stoletju. Takrat so se v Litvo, predvsem med vladavino velikega kneza Vitautasa (začetek 15. stoletja), na etnično litvanska ozemlja preselile majhne skupine muslimanskih Tatarov iz Lipke. V Litvi je za razliko od mnogih drugih evropskih družb v tistem času obstajala verska svoboda. Litovskim Tatarom je bilo dovoljeno, da se naselijo tudi v Trakaiu in Kaunasu. Prve Tatare je kot vojne ujetnike v Veliko litovsko kneževino pripeljal Vitautas po uspešnem vojaškem pohodu na Krimski polotok leta 1397 in jih naselil v več krajih.  Eno od najstarejših tatarskih naselij v Veliki litovski kneževini je Keturiasdešimt Totorių.  Prva mošeja v tej vasi je bila prvič omenjena leta 1558. Leta 1630 je bilo v vasi 42 tatarskih družin.

## Jeziki
V 13. stoletju je prebivalstvo osrednje  Velike litovske kneževine govorilo večinoma litovsko. Litovščina je postala pisni jezik šele v 16. stoletju. V drugih delih kneževine je večina prebivalstva, vključno z rusinskimi plemiči in preprostimi ljudmi, uporabljala govorno in pisno rusinščino. Plemiči, ki so se selili iz enega kraja v drugega, so se prilagodili novemu kraju in prevzeli lokalno vero in kulturo, tiste litovske plemiške družine, ki so se preselile na slovanska območja, pa so v naslednjih generacijah pogosto hitro prevzele lokalno kulturo. Rusini so bili staroselci v vzhodnem osrednjem in jugovzhodnem delu Velike litovske kneževine. 
Rusinščina, v pisni obliki imenovana tudi kanclerska slovanščina, se je poleg poljščine, latinščine in nemščine uporabljala za pisanje zakonov,  vendar se je njena raba med regijami razlikovala. Iz Vitavtasovega časa se je ohranilo manj dokumentov, napisanih v rusinščini, kot v latinščini in nemščini, kasneje pa je rusinščina postala glavni dokumentacijski in pisni jezik, zlasti v vzhodnih in južnih delih kneževine. V 16. stoletju v času poljsko-litovske skupne države so se litovske dežele sčasoma delno polonizirale in začele za pisanje uporabljati poljščino veliko pogosteje kot litovščino in rusinščino. Leta 1697 je poljščina končno postala uradni kanclerski jezik Republike obeh narodov.
Vojvodstva s pretežno litovskim prebivalstvom (Vilna, Trakai) in samogitska vojvodstva so ostala skoraj v celoti litovsko govoreča. Litovsko je govorilo tudi vladajoče plemstvo. Rusinske skupnosti so bile prisotne tudi v skrajnih južnih delih Trakajskega vojvodstva  in jugovzhodnih delih Vilenskega vojvodstva.  Razen Litovcev in Rusinov so bili v Veliki litovski kneževini  pomembni tudi Judje in Tatari.

### Jeziki za državno in akademsko rabo
Za pisanje državnih dokumentov je bilo v rabi več jezikov, odvisno od zgodovinskega obdobja in namena. Mednje so spadali  litovščina, rusinščina, poljščina in v manjši meri, večinoma v zgodnjih diplomatskih komunikacijah, latinščina in nemščina.
Dvor je za dopisovanje z vzhodnimi državami uporabljal rusinski jezik, medtem ko sta se v zunanjih zadevah z zahodnimi državami uporabljala latinščina in nemščina. V zadnjem delu zgodovine Velike kneževine se je v državnih dokumentih, zlasti po Lublinski uniji, čedalje bolj uporabljala poljščina.  Do leta 1697 je rusinščino kot uradni jezik dvora večinoma nadomestila poljščina, čeprav se je rusinščina še naprej uporabljala v nekaterih uradnih dokumentih do druge polovice 18. stoletja.
Znano je, da je Jogaila,  po narodnosti Litovec, s svojim bratrancem Vitautasom Velikim iz dinastije Gediminovičev, govoril litovsko. Med pokristjanjevanjem Samogitije se duhovščina, ki je prišla v  Samogitijo z Jogailo, ni mogla sporazumevato z domačini, zato je Jogaila sam poučeval Samogite o katolištvu, ker se je z njimi lahko sporazumeval v samogitskem narečju litovskega jezika.
Po smrti Vitautasa in Jogaile se je na dvoru še vedno uporabljala litovščina.  Ker je bil novi veliki knez Kazimir IV. Jagelo mladoleten, je vrhovno oblast v Veliki litovski kneževini prevzel Zbor litovskih knezov pod predsedstvom Jonasa Goštautasa. Za Kazimirjevo izobraževanje  so skrbeli pooblaščeni dvorni uradniki. Kazimir, sin Kazimirja IV. Jagela, ki je bil pozneje razglašen za svetnika  in zavetnika Litve, je bil poliglot in je med drugimi jeziki govoril tudi litovsko. Veliki knez Aleksander Jagelo je prav tako razumel in govoril litovsko, medtem ko je med vladanjem velikega kneza Sigismunda II. Avgusta tako poljsko kot litovsko govoril velik del njegovega dvora.
Od začetka 16. stoletja, zlasti po uporu, ki ga je leta 1508 vodil Mihael Glinski, je dvor poskušal rabo rusinskega jezika nadomestiti z latinščino. Raba rusinščine med akademiki na območjih, ki so bila prej del Rusije in celo v ožji Litvi, je bila zelo razširjena. Dvorni kancler Velike  litovske  kneževine Lev Sapieha je v predgovoru Tretjega statuta Litve (1588) opozoril, da morajo biti vsi državni dokumenti napisani izključno v rusinščini. Enako je bilo navedeno v 4. delu Statuta: 
А псираъ земъский маеть по-руску литерами и горос рускими вси листы, выписы и позвы писать, а не иншимъ езыкомъ и горос...
In uradnik mora na vseh straneh, pismih in prošnjah uporabljati rusinske črke in rusinske besede in ne katerega drugega jezika ali besede...
- Statut GDL 1588. 4. del, 1. člen
Izdaje v poljskem jeziku so kljub temu za isto zahtevale rabo poljskega jezika. Statuti Velike kneževine so bili prevedeni v latinščino in poljščino. Eden glavnih razlogov za prevode v latinščino je bil ta, da rusinščina ni imela dobro definiranih in kodificiranih pravnih pojmov in definicij, kar je povzročalo številne spore na sodiščih. Drugi razlog za  rabo latinščine je bila priljubljena ideja, da so Litovci potomci Rimljanov – mitske hiše Palemonidov. Augustinus Rotundus je Drugi statut prevedel v latinščino.
Po mnenju znanstvenice Rite Regine Trimonienė litovski priimki niso slovanizirani in so zapisani tako, kot so jih izgovarjali župljani v krstnih knjigah cerkve Šiauliai iz 17. stoletja.
Leta 1552 je veliki vojvoda Sigismund II. Avgust ukazal, da se ukazi magistrata v Vilni objavijo v litovščini, poljščini in rusinščini. Ista zahteva je veljala tudi za magistrat Kaunas.
Mikalojus Daukša, ki je uvod v svojo Postilo iz leta 1599, napisano v litovščini, napisal v poljščini. Zavzemal se je rabo litovščine v Veliki litovski kneževini in v uvodu opozoril, da  veliko ljudi, zlasti šlahta, raje govori poljsko kot litovsko. Poudaril je, da šlahta slabo govori poljsko, in podal kratko definicijo litovskega naroda in države.  Jezikovni trendi v Veliki kneževini so bili takšni, da so s političnimi reformami v letih 1564–1566 parlamenti, lokalna deželna sodišča, prizivna sodišča in druge državne funkcije začeli delovati v poljščini. Poljščina je postala vedno bolj govorjena v vseh družbenih razredih.

### Položaj litovskega jezika
"Mi ne vemo, po čigavi zaslugi ali krivdi je bila sprejeta taka odločitev, ali s čim smo vaše gospodstvo tako užalili, da se je vaše gospodstvo usmerilo proti nam in nam povsod povzročalo stisko. Najprej ste sprejeli in objavili odločitev o deželi Samogitiji, ki je naša dediščina in naša domovina iz pravnega nasledstva prednikov in starešin. Še vedno jo imamo v lasti, je in je vedno bila ista litovska zemlja, ker je en jezik in isti prebivalci. Toda ker se dežela Samogitija nahaja nižje od dežele Litve, se imenuje Samogitia. V litovščini se  imenuje Žemaitija, kar pomeni Spodnja dežela. In Samogiti imenujejo Litvo Aukštaitija, ker je s samogitskega vidika Zgornja dežela. Žemaiti  se že od nekdaj imenujejo Litovci in nikoli Samogiti, in zaradi take istovetnosti (sic) v našem pismu ne pišemo o Samogitiji, ker je vse eno: ena država in prav tako prebivalci."

— Vitautas Veliki, odlomek iz njegovega v latinščini pisanega pisma, poslanega 11. marca 1420 Sigismundu Luksemburškemu, cesarju Svetega rimskega cesarstva. V njem je opisano jedro Velike litovske kneževine, sestavljeno iz Samogitije
Rusinščina in poljščina sta bili v rabi kot državna jezika Velike litovske  kneževine. V diplomatski korespondenci sta bili v rabi predvsem nemščina in latinščina. V delih Velike litovske kneževine, kot je Samogitija, je tudi med plemstvom prevladovala litovščina. Stanje je bilo takšno, da je Stanislovas Radvila (poljsko Stanisław Radziwiłł), po preklu Litovec, v pismu svojemu bratu Mikalojusu Kristupasu Radvili Našlaitėlisu takoj potem, ko je postal starešina Samogitije, pripomnil: "Med učenjem različnih jezikov, pozabil sem litovščino in zdaj vidim, da moram spet v šolo, ker bo ta jezik, kakor vidim in če bo Bog dal, potreben." Vilna, Trakai in Samogitija so bila osrednja vojvodstva države, kar dokazuje privilegiran položaj njihovih guvernerjev v državnih organih, kot je bil Svet velikašev. Kmetje na etničnih litovskih ozemljih so govorili izključno litovsko, razen v obmejnih regijah. Litovski statuti ter drugi zakoni in dokumenti so bili kljub temu napisani v rusinščini, latinščini in poljščini. Po vzoru na kraljevi dvor je na etnično litvanskih območjih obstajala težnja po zamenjavi litovščine s poljščino, medtem ko je bila na etnično beloruskem in ukrajinskem ozemlju močnejša rusinščina. Moskovski zapiski Žige Herbersteina navajajo, da sta bili v oceanu rusinskega jezika v tem delu Evrope dve nerusinski regiji: Litva in Samogitija.
Višji sloji litovske družbe iz etnične Litve so od ustanovitve Velike litovske kneževine Litve govorili litovsko, od poznega 16. stoletja pa so  postopoma začeli uporabljati poljščino, tisti iz Rutenije pa rusinščino. Samogitija je bila edinstvena zaradi svojega gospodarskega položaja. Ležala je v bližini morskih pristanišč in imela manj tlačanov in več meščanov. Razslojenost družbe zato ni bila tako izrazita kot drugod. Lokalna šlahta je bila bolj podobna preprostemu prebivalstvu in v večji meri govorila litovsko kot na območjih v bližini glavnega mesta Vilne, ki je bila od 18. stoletja izhodišče intenzivne jezikovne polonizacije okoliških krajev.  
Na Univerzi v Vilni so ohranjena besedila, napisana v litovskem jeziku območja Vilne, se pravi v vzhodnem aukštaitskem narečju, ki so ga govorili na ozemlju jugovzhodno od Vilne. Besedila so del zapisov diplomantov litovskih jezikovnih šol Stanislovasa Rapolionisa, diplomanta Martynasa Mažvydasa in Rapalionisovega sorodnika Abraomasa Kulvietisa.
Enega glavnih virov litovščine, napisanega v vzhodnem aukštaitskem narečju (vilensko narečje), je ohranil Konstantinas Sirvydas v trijezičnem poljsko-latinsko-litovskem slovarju iz 17. stoletja. Njegov  Dictionarium trium linguarum in usum studiosae juventutis je bil glavni litovski slovar, ki je bil v rabi do  poznega 19. stoletja.
Universitas lingvarum Litvaniæ, izdana v Vilni leta 1737, je najstarejša ohranjena slovnica litovskega jezika, izdana na ozemlju Velike litovske  kneževine. Pred njo je bila leta 1653 izdana Grammatica Litvanica (Litovska slovnica).
V Compendium Grammaticae Lithvanicae, objavljenem leta 1673, se omenjajo tri narečja litovskega jezika: samogitsko narečje (latinsko Samogitiae) Samogitije, narečje kraljeve Litve (latinsko Litvaniae Regalis) in narečje Litovskega vojvodska (latinsko Litvaniae Ducalis). Jezik Litovskega vojvodsva je opisan kot čist (latinsko pura), polsamogitski (latinsko semisamogitizans) z elementi kuronskega jezika (latinsko curonizans). Avtorji Compendium Grammaticae Lithvanicae so izpostavili, da Litovci v Vilni (latinsko in tractu Vilnensi) govorijo ostro, skoraj tako kot Avstrijci, Bavarci in drugi v Nemčiji.

## Demografija
"To je mir, ki sta ga sklenila mojster Livonskega reda in kralj Litve in je izražen z naslednjimi besedami:
(...) nemški trgovec lahko varno potuje, kar zadeva njegovo življenje in premoženje, skozi Rusijo [Rutenijo] in Litvo, do koder sega oblast kralja Litve.
(...) Dalje, če je kaj ukradeno nemškemu trgovcu v Litvi ali Rusiji, mora biti sojeno tam, kjer se tatvina zgodila; tam, kjer se je tatvina zgodila, se mora soditi tudi Nemcu, če  ukrade Rusu [Rusinu] ali Litovcu.
(...) Poleg tega, če hoče Litovec ali Rus [Rusin] tožiti Nemca zaradi stare stvari, se mora obrniti na osebo, ki ji je oseba podrejena; isto mora narediti Nemec v Litvi ali Rusiji.
(...) Ta mir je bil sklenjen tisoč tristo osemintridesetega leta Božjega rojstva, na Dan vseh svetnikov, s privolitvijo magistra, deželnega maršala in mnogih drugih plemičev, kot tudi mestni svet Rige; pri tem so poljubljali križ; s soglasjem litovskega kralja [Gediminas], njegovih sinov in vseh njegovih plemičev; v tej zadevi so opravljali tudi svoje svete [poganske] obrede; in s soglasjem škofa iz Polocka [Gregor], vojvode iz Polocka  [Narimantas] in mesta, vojvode iz Vitebska [[[Algirdas]]] in mesta Vitebsk; vsi so v privolitev omenjene mirovne pogodbe poljubili križ".
— Iz mirovnega in trgovinskega sporazuma iz leta 1338, sklenjenega v Vilni med velikim knezom Litve Gediminasom in njegovimi sinovi ter mojstrom Livonskega reda Everhardom von Monheimom, ki je vzpostavil mirovno območje; sporazum jasno razlikuje Litovce in Ruse [Rusini] ter Litvo iz Rus' [Rutenija].

Leta 1260 je imela ožja Litovska kneževina 400.000 prebivalcev, večinoma Litovcev (67,5 %) S širitvijo na rusinsko ozemlje se je leta 1340 delež Litiovcev zmanjšal na 30 %. V obdobju največje ekspanzije na rusinsko ozemlje konec 13. in v 14. stoletju je ozemlje Velike kneževine Litve obsegalo 800.000 do 930.000  km2 in imelo le 10 do 14 % etničnih Litovcev.
6. maja 1434 je veliki knez Sigismund Kęstutaitis izdal privilegij, ki je izenačil pravice pravoslavnih in katoliških plemičev, da bi na svojo stran  pritegnil slovanske plemiče vzhodnih regij Velike litovske  kneževine, ki so podpirali nekdanjega velikega kneza Švitrigaila.
Ocena števila prebivalcev na ozemlju Poljske in Velike kneževine Litve leta 1493 kaže na 7,5 milijona, od tega 3,75 milijona Rusinov (Rusini, Ukrajinci, Belorusi), 3,25 milijona Poljakov in 0,5 milijona Litovcev. Z Lublinsko unijo leta 1569 je Velika litovska kneževina izgubila  velik del ozemlja v korist Poljske krone. 
Analize davčnih registrov leta 1572 kažejo, da je imela ožja Litva 850.000 prebivalcev, od tega 680.000 Litovcev.
V sredini in poznem 17. stoletju je zaradi ruskih in švedskih vpadov prišlo do velikega opustošenja in izgube prebivalstva po vsej Veliki litovski kneževini, vključno z etničnim litovskim prebivalstvom v okolici Vilne. Poleg opustošenja se je rusinsko prebivalstvo sorazmerno zmanjšalo tudi zaradi ozemeljskih izgub v korist Ruskega imperija. Do leta 1770 je bilo na ozemlju 320.000 km2 približno 4,84 milijona prebivalcev, večinoma Rusinov, od tega  približno 1,39 milijona ali 29% etničnih Litovcev. V naslednjih desetletjih se je število prebivalcev zaradi delitev Republike obeh narodov še zmanjšalo.

## Zapuščina
Poskusi poljske ekspanzije na ozemlje pruskih plemen baltskega porekla so bili večinoma neuspešni, zato je vojvoda Konrad I. Mazovski povabil tevtonske viteze, da se naselijo na mejo pruskega poselitvenega  ozemlja. Boji med Prusi in tevtonskimi vitezi so bolj oddaljenim litovskim plemenom dali dovolj časa, da se združijo. Zaradi močnih sovražnikov na jugu in severu je novonastala litovska država večino svojih vojaških in diplomatskih naporov osredotočila na širitev proti vzhodu. 
Osvojila je nekdanje rusinske dežele,  nekatere druge dežele v Ukrajini pa je kasneje naredila za svoje vazale. Podjarmljenje Vzhodnih Slovanov s strani dveh sil je povzročila bistvene razlike med njimi, ki trajajo še danes. Medtem ko so v Kijevski Rusiji zagotovo obstajale precejšnje regionalne razlike, je litovska priključitev večjega dela južne in zahodne Rutenije privedla do trajne delitve med Ukrajinci, Belorusi in Rusi. Na spomeniku Tisočletje Rusije so kar štirje veliki knezi Litve. 
V 19. stoletju so bili romantični spomini na čase Velike litovske kneževine  navdih in pomemben del tako litovskega in beloruskega narodnega preporodnega gibanja kot romantike na Poljskem. 
Ne glede na zgoraj navedeno je bila Litva pod Mindaugasom kraljestvo. Mindaugasa je leta 1253 okronal papež Inocenc IV. Naslov kralja so privzeli tudi Vitenis, Gediminas in Vitautas Veliki, čeprav jih papež ni okronal. Leta 1918 je bil neuspešen poskus oživitve kraljevine pod vodstvom nemškega princa Wilhelma Karla, vojvode Uracha, ki bi vladal kot Mindaugas II. 
V prvi polovici 20. stoletja je spomin na večetnično zgodovino Velike kneževine obudilo krajovsko gibanje, v katerem so bili Ludwik Abramowicz (Liudvikas Abramovičius), Konstancja Skirmuntt, Mykolas Römeris (Michał Pius Römer), Józef Albin Herbaczewski (Juozapas Albinas Herbačiauskas), Józef Mackiewicz in Stanisław Mackiewicz. Takratno vzdušje je v poeziji izrazil Czesław Miłosz.
Psevdoznanstvena teorija litvinizma se je razvijala od 90. let dvajsetega stoletja.
V skladu z 10. členom zakona o državni zastavi in drugih zastavah Republike Litve (litovsko Lietuvos Respublikos valstybės vėliavos ir kitų vėliavų įstatymas), ki ga je sprejel Seimas (parlament), mora biti zgodovinska litovska državna zastava z vitezom na konju na rdečem polju, katere začetki segajo v obdobje vladavine velikega vojvode Vitautasa Velikega, stalno izobešena na najpomembnejših vladnih zgradbah (palača parlamenta, vlade in njenih ministrstev, sodišč in občinskih svetov) in pomembnih zgodovinskih stavbah (npr. Palača velikih knezov Litve, grad na otoku Trakai), Kernavėju in na mestu gradu Senieji Trakai.

## Opomba
1. ↑  Po navedbah v sodobnih virih so Litovci svoje zgodnje vladarje imenovali kunigas (mn. kunigai). Beseda je sposojena iz nemškega kuning, konig. Kasneje je besedo kunigas zamenjala beseda kunigaikštis, s katero se opisuje srednjeveške vladarje v sodobni litovščini. Beseda kunigas zdaj pomeni duhovnik. V tem članku se za vladarje uporablja naziv knez.